# Friedhofskreuz (Daignac)

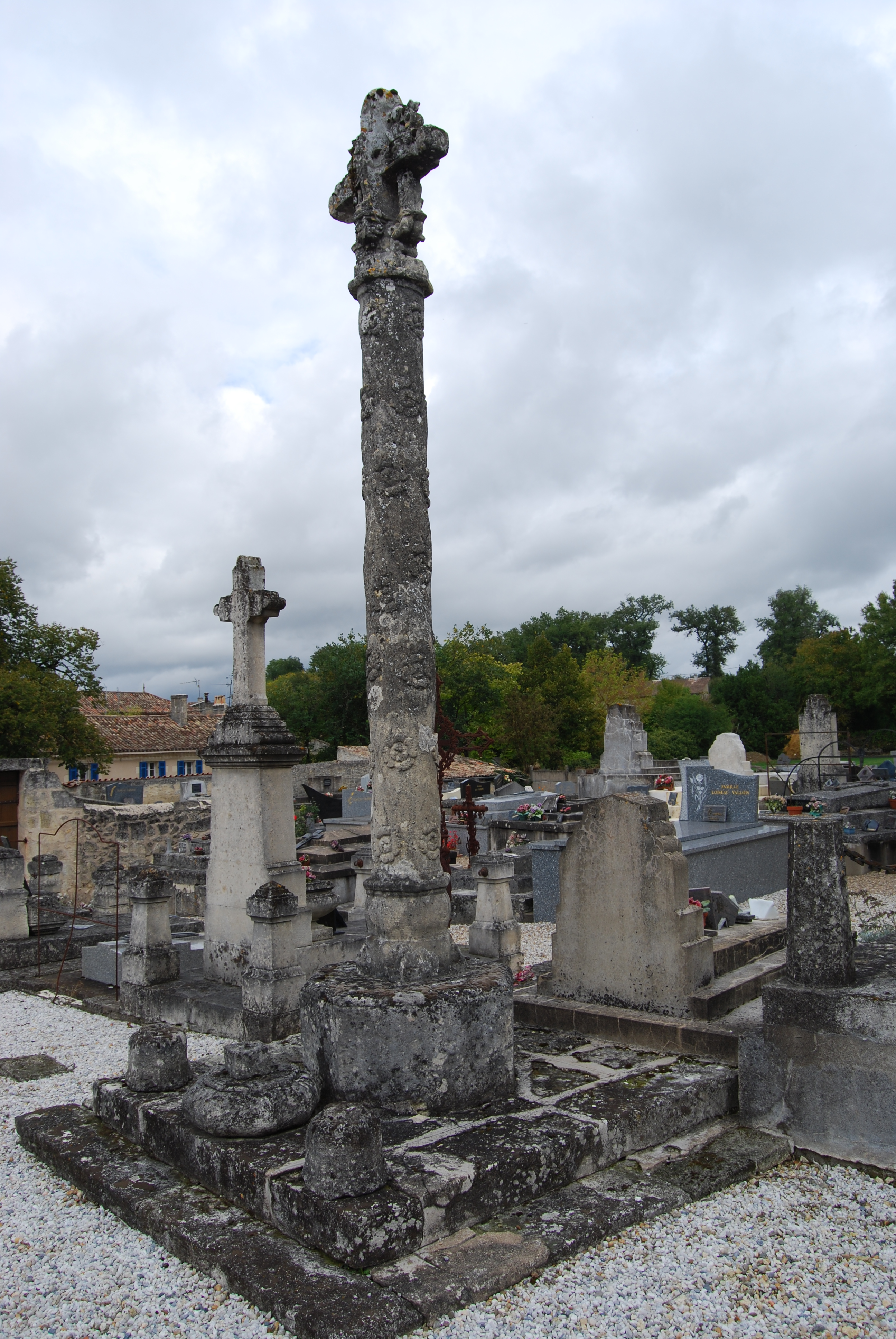
Friedhofskreuz in Daignac

Das  Friedhofskreuz in Daignac, einer französischen Gemeinde im Département Gironde in der Region Nouvelle-Aquitaine, wurde im 17. Jahrhundert errichtet. Im Jahr 1925 wurde das Kreuz als Monument historique in die Liste der Baudenkmäler in Frankreich aufgenommen.
Auf einem rechteckigen Sockel steht eine kannelierte Säule, die von einem Kreuz bekrönt wird. Auf dem Kreuz ist Jesus Christus und auf der Rückseite der heilige Christophorus mit dem Jesuskind auf seinen Schultern dargestellt. 
Eine Legende des Mittelalters besagte, dass man den ganzen Tag von Unfällen verschont bliebe, wenn man das Kreuz betrachtet hatte.  